# Mycoplasma gallopavonis
Mycoplasma gallopavonis è una specie di batterio appartenente alla famiglia delle Mycoplasmataceae.